# Marcel Daxely
Pour les articles homonymes, voir Boumendil.
Marcel Daxely, né Marcel Joseph Boumendil le 1er avril 1914 à Alger (Algérie) et mort le 3 août 1989 à Paris 20e, est un acteur français.

## Biographie
Il fut inhumé au columbarium du cimetière du Père-Lachaise (division 87, case reprise).

## Filmographie

### Cinéma
- 1952 : Manon des sources de Marcel Pagnol : Josias, le frère de Jonas
- 1954 : Les Lettres de mon moulin de Marcel Pagnol, segment : Les Trois Messes basses : Garrigou / le Diable
- 1955 : Les Hussards d'Alex Joffé : Giacomo
- 1957 : Le Cas du docteur Laurent de Jean-Paul Le Chanois : Simonet, le boulanger
- 1958 : La Môme aux boutons de Georges Lautner
- 1960 : Fortunat d'Alex Joffé : le facteur

### Télévision
- 1965 : Merlusse de Georges Folgoas : le concierge du Lycée
- 1967 : La Princesse du rail d'Henri Spade et Juliette Saint-Giniez (feuilleton) : Carpolino

## Théâtre
- 1955 : Judas de Marcel Pagnol, mise en scène Pierre Valde, Théâtre de Paris
- 1957 : Naples au baiser de feu, d'Henri Varna, Théâtre Mogador